# 하라무코역
하라무코역(일본어: 原向駅, はらむこうえき)은 일본 도치기현 닛코시에 있는 와타라세 계곡 철도 와타라세 계곡선의 역이다. 역 번호는 WK14이다.

## 역 구조
단선 승강장 1면 1선의 지상역으로 무인역이다.

## 역 주변
- 국도 제122호선

## 역사
- 1912년 12월 31일: 아시오 철도 역으로 영업 개시.
- 1918년 6월 1일: 국유화되어 국유철도 아시오 선의 역이 됨.
- 1987년 4월 1일: 국철 분할 민영화로 동일본여객철도의 역이 됨.
- 1989년 3월 29일: JR 아시오 선의 제3섹터 철도 전환으로 와타라세 계곡 철도의 역이 됨.

## 인접역
| ■ 와타라세 계곡 철도 와타라세 계곡선 | ■ 와타라세 계곡 철도 와타라세 계곡선 | ■ 와타라세 계곡 철도 와타라세 계곡선 |
| ------------------------------------ | ------------------------------------ | ------------------------------------ |
| WK13 소리 기류 방면                  |                                      | 쓰도 WK15 마토 방면                  |